# مکتب تفکیک
مکتب تفکیک (مکتب مشهد یا مکتب معارفی خراسان)، مکتبی در علوم مذهبی شیعی است که پیروانش بر تفکیک آموزه‌های فلسفی از روش‌های دین‌شناسی تأکید دارند. این مکتب منتج از آموزه‌های میرزای اصفهانی در مشهد شکل گرفت. عنوان مکتب تفکیک نخستین بار به قلم محمدرضا حکیمی طی مقاله‌ای با همین نام در شمارهٔ ۱۲، سال نهم کیهان فرهنگی، در اسفند ۱۳۷۱ معرفی شده و شهرت یافت. پس از آن و در سال ۱۳۷۵ وی کتابی با همین نام منتشر کرد و در آن به تفسیر دیدگاه‌های این مکتب و معرفی بنیان‌گذاران آن پرداخت. این مکتب در ابتدای انقلاب ایران در بازداری ترویج رسانه‌ای بعضی برنامه‌های با موضوع عرفان اصطلاحی تأثیر داشت و هنوز هم مواضع علمی - انتقادی نسبت به شیوه‌های مصطلح فلسفه و عرفان اسلامی دارد.

## پیشینه
بر اساس آموزه‌های فلسفی، سه منبع برای شناخت حقیقت وجود دارد که عبارتند از وحی، عقل و شهود باطنی که از آن با عنوان «کشف» نیز یاد می‌شود. در طول تاریخ دربارهٔ امکان حجیت این سه منبع بحث‌های فراوانی صورت گرفته‌است؛ برخی منکر این سه منبع شده و به دو یا یک منبع از آنها اکتفا کرده‌اند. در این بین گروهی چون ابن رشد، ابن سینا و ملاصدرا بر این باورند که این سه در کنار هم به صورت مکمل عمل می‌کنند و می‌توان از آنها در کنار یکدیگر بهره برد. در مقابل گروهی دیگر بر این باورند که این سه مقوله، از یکدیگر جدا هستند و استفاده آنها در جایگاه یکدیگر سبب گمراهی خواهد شد. جریان ظاهرگرایی در اسلام و نهضتی که غزالی علیه فلسفه و کلام رهبری آن را بر عهده داشت، نمونه‌هایی از این نگرش بوده‌است. مکتب تفکیک نیز که با استناد به «عقل خودبنیاد دینی» به این جدایی باور دارد.

## تاریخچه

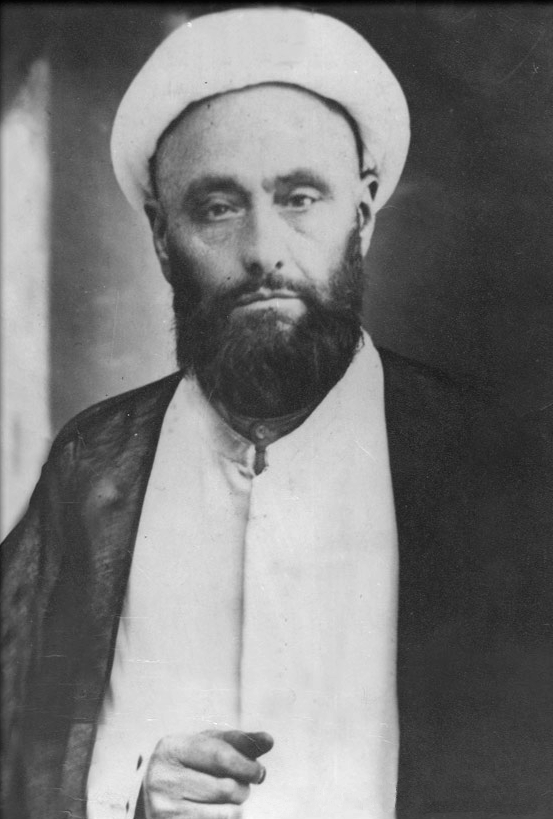
میرزا مهدی اصفهانی. آموزه‌های وی در حوزهٔ مشهد را بنیاد مکتب تفکیک می‌دانند

تفکیک، به معنی جدا کردن میان وحی الهی و دانش‌های بشری مورد انکار هیچ‌یک از اندیشمندان اسلامی نبوده و از قرون اولیه اسلام نیز مورد توجه قرار گرفته‌است. با این همه عنوان «مکتب تفکیک» با یک سلسله ویژگی‌های و خصوصیاتی که به طرز فکر و نوع اندیشه طرفداران آن مربوط می‌گردد، بسیار جدید و کم سابقه است. چیزی حدود نیم قرن است که این جریان فکری در خراسان به منصه بروز و ظهور رسیده و به تدریج طرفداران بیشتری پیدا کرده‌است. در میان کسانی که به این جریان فکری اظهار علاقه می‌کنند، عنوان «مکتب تفکیک» کم و بیش مطرح می‌گشت و از خلال سخنان آنان این زمزمه به گوش می‌رسید
مکتب تفکیک از جریان‌های فکری دینی است که در چند دهه اخیر از منطقه خراسان برخاسته است. این جریان از جانب مخالفینش نوعی اخباری‌گری نوین و رویکردی ضد عقلی یا ضد فلسفی به‌شمار می‌آید. در مقابل هواداران این عقیده، این اتهامات را رد کرده و معتقدند که با این عقیده، هم به فلسفه و هم به دین خدمت می‌کنند.
طرفداران این مکتب، آن را یک مکتب نوظهور نمی‌دانند بلکه مدعی هستند که این طریقه سلف صالح شیعه، مانند ثقةالاسلام کلینی، شیخ صدوق، شیخ طوسی و سایر فقها و محدثین از قدمای شیعه است. یکی از اتهاماتی که مخالفین این مکتب به آن وارد می‌کنند، اخباری‌گری است در حالی که فقهای این مکتب کاملاً گرایش اصولی دارند. دربارهٔ مکتب تفکیک در سال‌های اخیر کتاب‌های چندی نوشته و منتشر شده‌است. برخی تنها به بیان سرگذشت و برخی دیگر به تحلیل مکتب اقدام کرده‌اند. به سال ۱۳۸۷ هم کتاب الهیات الهی یا الهیات بشری در این راستا از حکیمی انتشار یافت.
گفته می‌شود مکتب تفکیک در حدود سال ۱۳۴۰ خورشیدی در مشهد تأسیس شده و بنیان‌گذار آن، میرزا مهدی غروی اصفهانی بوده که همراه با سید موسی زرآبادی و مجتبی قزوینی خراسانی از پیشتازان و بنیان‌گذاران آنند. همچنین هاشم قزوینی، میرزا جوادآقا تهرانی، میرزا حسنعلی مروارید و محمود حلبی  - که از برجسته ترین شاگردان میرزا مهدی بوده - از چهره‌های شناخته شده مکتب تفکیک بودند. در حال حاضر سید جعفر سیدان و محمدرضا حکیمی از افراد برجسته این مکتب هستند. مهدی نصیری مواضعی همسو با مکتب تفکیک دارد و نشریه سمات را در تبیین این اندیشه منتشر می‌کند. علاوه بر آن بعضی روحانیان و مراجع تقلید شیعه منتقد فلسفه و عرفان اسلامی مواضعی نزدیک به مکتب تفکیک دارند.

## معرفی
مکتب تفکیک یکی از نظریات اسلامی است که در مشهد ایجاد شده‌است. بنیانگذاران این مکتب بر این باورند که می‌بایست میان روش‌های مختلف دسترسی به حقایق جدایی انداخت. در حقیقت قائل به تفکیک روش‌های مختلف معرفت شناختی و ارائه معارف ناب و سره قرآنی هستند.
آنان به شدت به روش معرفتی ملاصدرا شیرازی می‌تازند و روش او را موجب خلط روشی شناختی می‌دانند. یکی از معروف‌ترین ایشان سید موسی زرآبادی است. این مکتب در گذشته به این نام خوانده نمی‌شد و بیشتر آن را با عنوان مکتب فکری خراسان می‌شناختند. نام کنونی برای این روش از سوی محمدرضا حکیمی پیشنهاد شده و جا افتاده‌است. وی در مقاله‌ای در کیهان فرهنگی و سپس در کتاب  مکتب تفکیک  به روش و بنیانگذارانش اشاره کرده‌است.
دکتر ابراهیمی دینانی در معرفی و نقد مکتب تفکیک در کتاب «ماجرای فکر فلسفی در جهان اسلام» می‌گوید:
«آنچه در این جریان فکری به‌طور عام و کلی مطرح می‌شود این است که بین حقایق دینی که از طریق وحی الهی نازل می‌شود با آنچه محصول اندیشه بشری به‌شمار می‌آید، تفاوت و تفکیک قائل شویم و آن‌ها را با یکدیگر مخلوط نسازیم. البته این ادعا به‌طور عام و کلی اختصاص به یک گروه و جماعت مخصوص نداشته و کلیه اندیشمندان اسلامی خود را با آن موافق و هماهنگ نشان می‌دهند.»

## دیدگاه‌ها
- عقل: عقل‌گرایی در این دیدگاه کاملاً مورد پذیرش است، اما با معنایی متفاوت از معنای فلسفی. در مکتب تفکیک با نفی مشی اخباری‌گری و فلسفی سعی شده تا راه میانه‌ای انتخاب گردد.[۹] آن‌ها حقیقت عقل که با آن معقولات و حقیقت علم که با آن معلومات درک می‌گردد را نور متعالی دانسته که از خارج بر انسان اثر گذاشته و در حیطهٔ وجودی نفس قرار ندارد، لذا تأکید دارند که نباید مفاهیم ذهنی و متخیلات را عقل و علم نامید.[۱۰]
- وجود: بزرگان تفکیک در درجه اول وحدت وجود را باطل دانسته و در درجه دوم روش فلسفی را باطل می‌دانند. آن‌ها بر این نکته تأکید جدی دارند که حقیقت وجود همان خداوند نیست.[۱۱]
- خداشناسی: با تخطئهٔ دو روش فلسفی و عرفانی یا همان علم حصولی و علم حضوری، تمایل مکتب تفکیک به سمت انکار قابلیت انسان در حصول معرفت بوده و فقط خداوند را در این فرایند مؤثر دانسته و سایر عوامل را نه معد می‌بیند و نه لازم.[۱۲]
- معاد جسمانی: آن‌ها فلاسفه را مصداق این سخن مجلسی دانسته‌اند که معاد جسمانی را صرفاً به عنوان تقیه بر زبان رانده‌اند و معتقدند فلاسفه در زبان به معاد جسمانی قائل بوده ولی قلباً منکر آنند. آن‌ها به معاد عنصری معتقد بوده و آن را صد درصد نظریه‌ای منطبق بر آیات و روایات می‌دانند.[۱۳] در حقیقت بزرگان تفکیک معتقدند که معاد جسمانی همان معاد عنصری است.[۱۴]

## نقدها
- اسلامی اردکانی در مقدمه کتاب «سودای تفکیک» با مقایسه سرنوشت سیمرغ با فلسفه و رفتار مکتب تفکیک با آن معتقد است که مکتب تفکیک کارش را با بی‌اعتبارسازی فلسفه آغاز کرده ولی در نهایت از طریق آن کوشید تا کسب اعتبار کند، این در حالیست که شاید نتوان حملاتی تندتر و بی‌رحمانه‌تر از حملات تفکیکیون بر فلسفه اسلامی را در متون معاصر یافت. او عبارت «فیلسوف تفکیکی» که در متون تفکیکیون آمده را مشابه «مربع مثلث‌وار» یا «کوسهٔ ریش‌پهن» می‌داند.[۱۵]
- مدافعان مکتب تفکیک از سوی افراد مختلف و از منظرهای متفاوت نقد شده‌اند. در «کتابشناسی توصیفی مکتب تفکیک» می‌توان بخش زیادی از منابع مربوط در این حوزه را یافت.[۱۶]

## مواضع و تأثیرات در ابتدای انقلاب
تفکیکیون جریان غالب فکری در حوزه علمیه مشهد را تشکیل می‌دهند و چنان در اعتقادات خود راسخند که روح‌الله خمینی (از استادان فلسفه اسلامی) در سال ۱۳۵۸ به احترام حفظ وحدت عمومی حوزه مشهد و حاکمیت دینی، از ادامه درس تفسیر قرآن خویش که در قالب برنامه «با قرآن در صحنه» از تلویزیون پخش می‌شد، خودداری کرد. یا در دهه هفتاد شمسی با حضور جوادی آملی (فیلسوف دیگر حوزه علمیه قم) در مشهد برای زعامت حوزه علمیه این شهر مخالفت کردند.
همچنین عبدالکریم سروش در توضیح، خلاصه‌ای از ماجرای برخورد روح‌الله خمینی با برنامه‌های تلویزیونی او دربارهٔ مولانا در دهه ۶۰ که منجر به توقف پخش آن‌ها شد را بیان کرد و گفت: «آقای خمینی خیلی مرید مولانا بود، ارادتمند مولانا بود … اما من یک رشته دروس در باب مولوی و مثنوی در تلویزیون داشتم که به دستور آقای خمینی قطع شد.» وی در ادامه، از دیدار علی خامنه‌ای، که در آن زمان رئیس‌جمهوری ایران بود، با خمینی گفت که در آن دربارهٔ توقف پخش آن برنامه‌ها از تلویزیون صحبت شد و خمینی تأیید کرد که به دستور او بوده‌است و در توضیح دلیل چنین تصمیمی به خامنه‌ای گفت: «از وقتی که فلانی شروع کرد به اجرای این برنامه، از این طرف و آن طرف طومارها برای من می‌آمد برای قطع این برنامه، و من اعتنا نمی‌کردم … تا وقتی که از فلان شهر، طوماری آمد؛ و من دیگر دیدم جای مقاومت نیست.» به گفته سروش، خامنه‌ای که از او نقل قول می‌کرد، نام آن شهر را ذکر نکرد، ولی او حدس می‌زده که منظور مشهد بود: «من می‌دانستم، و خودم شنیده بودم از قم هم طومارهایی رفته بود. خوب برنامه قطع شد و خود آقای خمینی هم نتوانست مقاومت کند.»

## ارجاعات
1. ↑  قدردان قراملکی، علی؛ قدردان قراملکی، محمدحسن (اسفند ۱۳۹۷). «فلسفه فلسفه ستیزی مکتب تفکیک (با محوریت آراء شیخ مجتبی قزوینی)». کلام اسلامی. ۲۷ (۱۰۸): ۱۲۱–۱۳۹. شاپا 2322-4592.
2. ↑  حکیمی، محمدرضا (اسفند ۱۳۷۱). «مکتب تفکیک». کیهان فرهنگی. ۹ (۱۲).
3. ↑  حکیمی ۱۳۸۳، صص. ۵–۱۴.
4. ↑  اسلامی ۱۳۹۰، ص. ۲۵.
5. ↑  اسلامی ۱۳۹۰، ص. ۲۷.
6. ↑  «مرکز بررسی اسناد تاریخی». historydocuments.ir. دریافت‌شده در ۲۰۲۵-۰۶-۰۹.
7. ↑  http://www.khabaronline.ir/detail/126211
8. ↑  دینانی ۱۳۹۸، ص. ۴۱۲، جلد ۳، بخش ۱۷: مکتب تفکیک.
9. ↑  ارشادی نیا ۱۳۸۲، ص. ۵۳، فصل اول، دیدگاه تفکیک، عقلانیت و خردورزی.
10. ↑  ارشادی نیا ۱۳۸۲، صص. ۵۸–۵۹، فصل اول، دیدگاه تفکیک، مفهوم عقل در دیدگاه تفکیک.
11. ↑  ارشادی نیا ۱۳۸۲، ص. ۲۰۳، فصل دوم، جمع‌بندی.
12. ↑  ارشادی نیا ۱۳۸۲، ص. ۵۵۱، فصل ششم، خدامحوری محض در معرفت.
13. ↑  ارشادی نیا ۱۳۸۲، ص. ۵۰۴، فصل پنجم، مرور و جمعبندی.
14. ↑  ارشادی نیا ۱۳۸۲، ص. ۴۹۴، فصل پنجم، نتیجه سخن.
15. ↑  اسلامی اردکانی ۱۳۹۷، مقدمه.
16. ↑  «فروشگاه نشر پژوهشگاه علوم و فرهنگ اسلامی - کتابشناسی توصیفی مکتب تفکیک». shop.isca.ac.ir. بایگانی‌شده از اصلی در ۲۷ نوامبر ۲۰۱۹. دریافت‌شده در ۲۰۱۹-۱۱-۲۷.
17. ↑  مشهد، حاشیه‌نشین مقتدر[پیوند مرده] علی اشرف فتحی، شهروند امروز، شماره ۶۷
18. ↑  «عبدالکریم سروش: «مثنوی» مولوی قرآن به زبان فارسی است». صدای آمریکا. دریافت‌شده در ۲۰۲۲-۰۵-۳۰.
19. 1 2  اسلامی ۱۳۹۰، ص. ۱۲.
20. ↑  اسلامی ۱۳۹۰، ص. ۱۳.